# Војислав Бабић
Војислав Воја Бабић (Бања Лука, 1920 — Београд, 8. март 1975) био је учесник Народноослободилачке борбе и друштвено-политички радник СР Србије.

## Биографија
Рођен је у Бањалуци 1920. године. Гимназију и Електромашински факултет завршио је у Београду.
Био је учесник Народноослободилачке борбе, током које је постао члан Комунистичке партије Југославије (КПЈ).
Након ослобођења Југославије, налазио се на разним одговорним дужностима. Био је директор Савезне дирекције металске индустрије, директор фабрике каблова „Моша Пијаде“ у Светозареву, директор Института „Борис Кидрич“ у Винчи, помоћник савезног секретара за индустрију СФРЈ, директор „Прогрес-инвеста“ и директор Радне заједнице Пословног удружења „Београд—Бар комерц“ (предузеће за изградњу пруге Београд—Бар).
Као друштвено-политички радник био је члан општинског руководстава Савеза комуниста и других друштвено-политичких организација и председник Савета Скупштине града Београда. Носилац је многих југословенских одликовања.
Преминуо је изненада 8. марта 1975. у Београду у 55 години.
Сахрањен је у Алеји заслужних грађана на Новом гробљу у Београду.